# Садове сільське поселення (Вяземський район)
Садо́ве сільське поселення (рос. Садовое сельское поселение) — сільське поселення у складі Вяземського району Хабаровського краю Росії.
Адміністративний центр та єдиний населений пункт — село Садове.

## Населення
Населення сільського поселення становить 233 особи (2019; 212 у 2010, 236 у 2002).